# Empis argentea
Empis argentea är en tvåvingeart som beskrevs av Christophe Daugeron 2000. Empis argentea ingår i släktet Empis och familjen dansflugor.
Artens utbredningsområde är Gabon. Inga underarter finns listade i Catalogue of Life.